# Vicariato apostolico di San Ramón
Il vicariato apostolico di San Ramón (in latino Vicariatus Apostolicus Sancti Raymundi) è una sede della Chiesa cattolica in Perù immediatamente soggetta alla Santa Sede. Nel 2022 contava 395.307 battezzati su 494.270 abitanti. È retto dal vescovo Gerardo Antonio Žerdín Bukovec, O.F.M.

## Territorio
Il vicariato apostolico comprende le province di Chanchamayo e Satipo nella regione di Junín, la provincia di Oxapampa nella regione di Pasco, e parte della provincia di Atalaya nella regione di Ucayali.
Sede del vicariato è la città di San Ramón, nel distretto omonimo, dove si trova la cattedrale di San Raimondo.
Il territorio è suddiviso in 25 parrocchie, raggruppate in 4 decanati: Oxapampa, Atalaya, Satipo e Chanchamayo.

## Storia
Il vicariato apostolico di San Ramón è stato eretto il 2 marzo 1956 con la bolla Cum petierit di papa Pio XII, in seguito alla divisione del vicariato apostolico di Ucayali.

## Cronotassi dei vescovi
Si omettono i periodi di sede vacante non superiori ai 2 anni o non storicamente accertati.
- León Bonaventura de Uriarte Bengoa, O.F.M. † (2 marzo 1956 - 19 gennaio 1970 deceduto)
- Luis María Blas Maestu Ojanguren, O.F.M. † (11 marzo 1971 - 24 gennaio 1983 deceduto)
  - Sede vacante (1983-1987)
- Julio Ojeda Pascual, O.F.M. † (30 marzo 1987 - 11 marzo 2003 dimesso)
- Gerardo Antonio Žerdín Bukovec, O.F.M., succeduto l'11 marzo 2003

## Statistiche
Il vicariato apostolico nel 2022 su una popolazione di 494.270 persone contava 395.307 battezzati, corrispondenti all'80,0% del totale.
| anno | popolazione | popolazione | popolazione | presbiteri | presbiteri | presbiteri | presbiteri                | diaconi | religiosi | religiosi | parrocchie |
| anno | battezzati  | totale      | %           | numero     | secolari   | regolari   | battezzati per presbitero | diaconi | uomini    | donne     | parrocchie |
| ---- | ----------- | ----------- | ----------- | ---------- | ---------- | ---------- | ------------------------- | ------- | --------- | --------- | ---------- |
| 1966 | 148.000     | 150.000     | 98,7        | 30         | 7          | 23         | 4.933                     |         | 30        | 68        | 14         |
| 1970 | ?           | 150.000     | ?           | 23         |            | 23         | ?                         | 1       | 27        | 73        |            |
| 1976 | 242.000     | 280.000     | 86,4        | 31         | 5          | 26         | 7.806                     |         | 33        | 83        | 21         |
| 1980 | 365.000     | 411.000     | 88,8        | 31         | 6          | 25         | 11.774                    |         | 28        | 93        | 21         |
| 1990 | 566.000     | 621.000     | 91,1        | 26         | 12         | 14         | 21.769                    |         | 15        | 53        | 17         |
| 1999 | 317.000     | 400.000     | 79,3        | 17         | 5          | 12         | 18.647                    |         | 13        | 48        | 17         |
| 2000 | 356.000     | 450.000     | 79,1        | 17         | 5          | 12         | 20.941                    |         | 15        | 48        | 17         |
| 2001 | 360.000     | 450.000     | 80,0        | 18         | 5          | 13         | 20.000                    |         | 17        | 53        | 17         |
| 2002 | 320.000     | 400.000     | 80,0        | 20         | 8          | 12         | 16.000                    |         | 16        | 61        | 17         |
| 2003 | 280.000     | 400.000     | 70,0        | 22         | 9          | 13         | 12.727                    |         | 16        | 59        | 17         |
| 2004 | 300.000     | 400.000     | 75,0        | 23         | 10         | 13         | 13.043                    |         | 16        | 54        | 16         |
| 2010 | 322.000     | 429.000     | 75,1        | 35         | 19         | 16         | 9.200                     | 1       | 17        | 76        | 21         |
| 2014 | 359.000     | 449.000     | 80,0        | 38         | 24         | 14         | 9.447                     | 5       | 16        | 58        | 21         |
| 2017 | 370.900     | 463.890     | 80,0        | 38         | 26         | 12         | 9.760                     | 5       | 13        | 63        | 23         |
| 2020 | 384.700     | 481.000     | 80,0        | 48         | 34         | 14         | 8.014                     | 4       | 14        | 53        | 24         |
| 2022 | 395.307     | 494.270     | 80,0        | 41         | 27         | 14         | 9.641                     | 6       | 14        | 55        | 25         |